# 松岡弘一
松岡 弘一（まつおか こういち、1947年7月7日 - ）は、日本の小説家、作詞家。

## 来歴
埼玉県川島町生まれ。日本大学経済学部中退。1991年に黒豹小説賞、小説CLUB新人賞、新鷹会池内祥三文学奨励賞を受賞してデビュー。1997年、日本文芸家クラブ大賞を短編小説部門で受賞。
2019年12月、第52回日本作詩大賞にて演歌歌手の氷川きよしに作詞提供した「最上の船頭」で大賞を初受賞したのを機に、作詞家としての活動を開始。

## 著書
- 狂悪の遺産（ノン・ノベル 1991）
- X日の惨劇（ジョイ・ノベルス 1992）
- 凶猫の牙（ノン・ノベル 1992）
- ヒッチコックの卵（青樹社 Big books 1992）
- 不死鳥刑事（広済堂ブルーブックス 1992）
- ノックアウト KOアーチスト伝説（青樹社 1993）
- 夢魔の標的（光文社文庫 1993）
- 利己的殺人（ジョイ・ノベルス 1993）
- 拳鬼道（広済堂ブルーブックス 1994）
- 極道拳（フタバノベルス 1994）
- ストリート・ファイト（ジョイ・ノベルス 1994）
- 呪われた少年（ノン・ノベル 1994）
- 殺人拳 闘技場の処刑者（青樹社 Big books 1995 ）
- 格闘地獄島（フタバノベルス 1995）
- 撲殺（広済堂ブルーブックス 1995）
- 魔道拳（光文社文庫 1995）
- 鬼が嗤う街（飛天文庫 1996）
- 恐怖ファイル（ジョイ・ノベルス 1996）
- 猟奇殺人症候群 キレてる刑事の事件ファイル（青樹社 Big books 1996）
- 復讐屋 便利屋裏稼業（光文社文庫 1997）
- 女スパイナー毒蜘蛛（青樹社文庫 1998）
- 絶叫（カッパ・ノベルス 1998 ）
- 鳥肌 長編ホラーミステリー（カッパ・ノベルス 1998）
- 荒鷲スーパーウェポン（光文社文庫 1999）
- 荒鷲デス・アタック（光文社文庫 1999 ）
- 荒鷲ブラックローズ（カッパ・ノベルス 1999 ）
- 魔女の標的（桃園書房 1999）
- 荒鷲スペース・キラー（光文社文庫 2000）
- 毒蜘蛛 サイコ・バンパイア（青樹社文庫 2000）
- 精神寄性獣 モンスター・ハンター（学習研究社 ウルフ・ノベルス 2002）
- みかえり花 小江戸川越お恋御用控（コスミック・時代文庫 2006 ）
- 大江戸あやかし草子 1の巻 妖猫剣（出版芸術社 2007）
- 大江戸あやかし草子 2の巻 幽霊足（出版芸術社 2007）
- 人待ち小町 妻恋い同心（学研M文庫 2008）
- 夜鷹殺し 妻恋い同心（学研M文庫 2008）
- みだれ振袖 格安殺し屋十六文（2009 学研M文庫 2009）
- 老雄の剣 お江戸養生道（竹書房時代小説文庫 2009 ）
- 恋わずらい お江戸養生道老雄の剣（竹書房時代小説文庫 2010）
- 妖猫剣 ものの怪よろずお助け処（ベスト時代文庫 2010 ）
- 斬られ屋新左（学研M文庫 2011 ）
- 涙めし 思い出料理人（徳間文庫 2012 ）
- 嫁菜雑炊 思い出料理人（徳間文庫 2012）

## 作詞
- 山内惠介
  - 上州やぶれ笠（2018年）
  - 火事と喧嘩は江戸の花（2021年）
  - 酒語り（2022年）

- 氷川きよし
  - 最上の船頭（2019年）
  - 越後の雪次郎（2019年）
  - 藤枝しぐれ（2022年）

- 松尾雄史
  - 信州追分政五郎（2023年）

## 注
1. ↑  現代日本人名録（2002年）
2. ↑  氷川きよし、5度目の「作詩大賞」歌唱 松岡弘一さんの「最上の船頭」が栄冠 中日スポーツ 2019年12月15日配信、同日閲覧